# جيمس إل. نيلسون
جيمس إل. نيلسون (بالإنجليزية: James L. Nelson)‏ (1962)؛ روائي أمريكي.